# Fonolleres (Parlavà)
Fonolleres és un poble del terme de Parlavà al Baix Empordà —que es troba, a la plana, a uns 2 km a l'est del nucli cap del municipi, i a l'esquerra del Daró.
El seu nucli de població es concentra a l'entorn de l'església parroquial, que està dedicada a sant Cristòfol i és d'estil gòtic tardà, d'una sola nau i un absis poligonal a l'interior i semicircular a l'exterior, al damunt del qual s'alça una torre de fortificació. Ja esmentat el 1122, era possessió de la mitra de Girona, i al segle xiii fou agregat a la batllia de la Bisbal. L'any 2020 tenia una població estimada de 30 habitants.
Documentat el 1085, al costat de l'església encara podem apreciar-hi un dels murs pertanyents al castell.
Aquest poble era ens local independent a principis del Segle XIX, i va tenir ajuntament constitucional després de l'abolició de l'Antic Règim Senyorial. El 1846, però, el seu terme va ser incorporat al municipi de Parlavà per la política de reducció del número de municipis.